# Семиошкин, Александр Семёнович
Алекса́ндр Семёнович Семио́шкин (5 ноября 1921, Москва — 25 июня 1994, Москва) — советский дипломат. Чрезвычайный и полномочный посланник I класса.

## Биография
- В 1947—1948 годах — сотрудник центрального аппарата МИД СССР.
- В 1948—1952 годах — атташе миссии СССР в Израиле.
- В 1952—1953 годах — сотрудник центрального аппарата МИД СССР.
- В 1953—1956 годах — сотрудник миссии (с 1954 — посольства) СССР в Израиле.
- В 1956—1958 годах — сотрудник центрального аппарата МИД СССР.
- В 1958—1961 годах — советник посольства СССР в Ираке.
- В 1961—1964 годах — на ответственной работе в центральном аппарате МИД СССР.
- В 1964—1968 годах — советник-посланник посольства СССР в Объединённой Арабской Республике.
- В 1968—1974 годах — на ответственной работе в центральном аппарате МИД СССР.
- С 25 июня 1974 по 2 августа 1975 года — чрезвычайный и полномочный посол СССР в Народной Демократической Республике Йемен.
- В 1975—1979 годах — на ответственной работе в центральном аппарате МИД СССР.
- В 1979—1985 годах — на научной работе в Институте востоковедения АН СССР, кандидат исторических наук (1983).

## Публикации

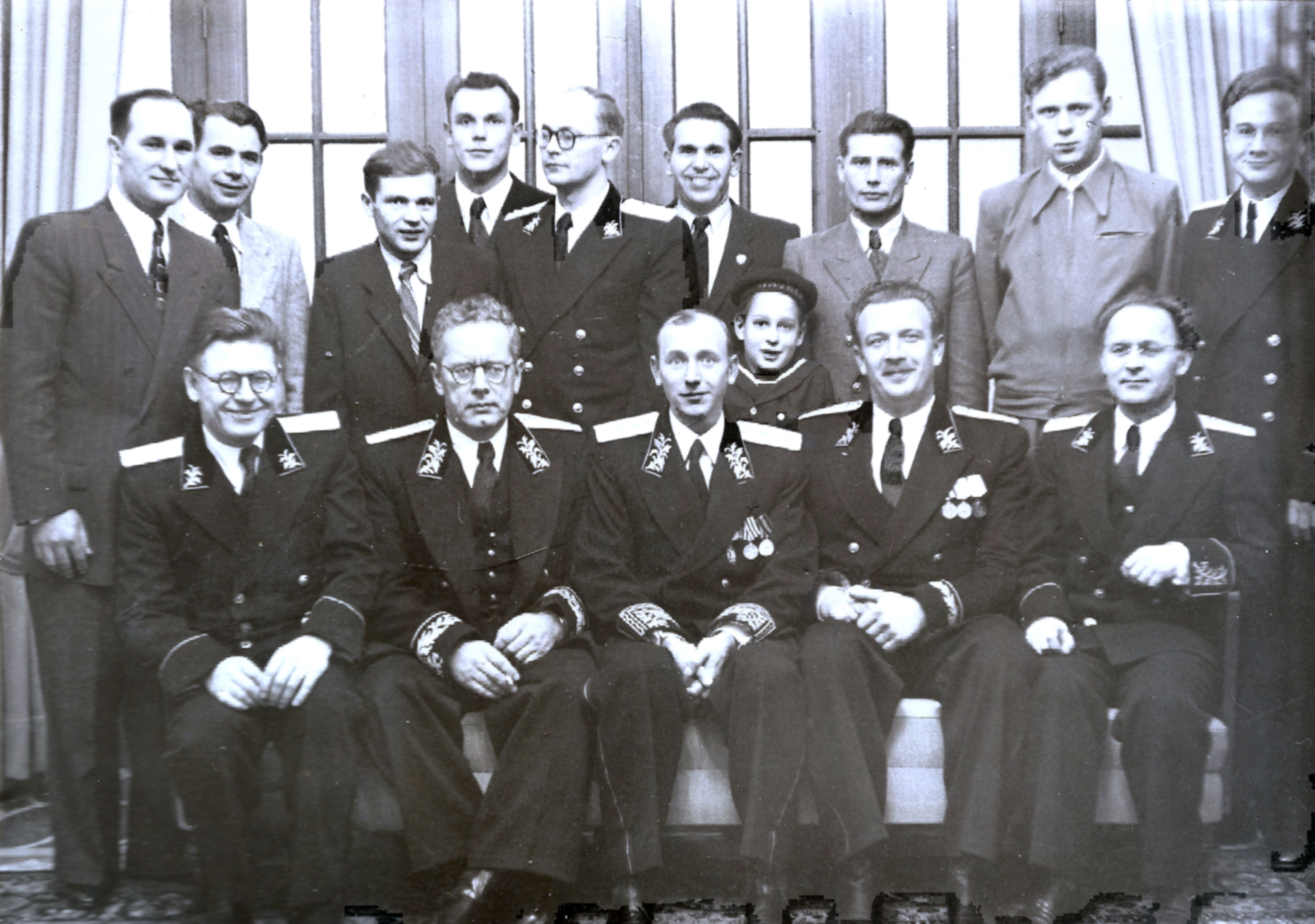
Сотрудники дипломатической миссии СССР в Израиле, 1949 г. А. С. Семиошкин стоит, крайний справа

- Семиошкин А. С. Отчёт атташе миссии СССР в Израиле А. С. Семиошкина о поездке в Назарет и Тиверию. 8 августа 1948 г. // Советско-израильские отношения : Сборник документов. — М.: Международные отношения, 2000. — Т. 1, вып. Книга 2: 1941-1953.
- «Проблемы Иерусалима в контексте ближневосточного урегулирования» (1983).